# Meritites II.
Meritites II. war eine Königin der altägyptischen 6. Dynastie. Ihre familiäre Einordnung ist nicht sicher, es wird aber angenommen, dass sie eine Tochter von Pharao Pepi I. war. Sie war verheiratet mit einem König namens Neferkare, über den aber nichts weiter bekannt ist und von dem vermutet wird, dass er mit Pepi II. identisch ist.

## Titel
Zu ihren Titeln gehören Tochter des Geb, Tochter des Merehuu, aber auch die Titel eines Wesirs: die zum Vorhang gehörige, zab-Beamtin und Wesir.

## Grabstätte
Für Meritites II. wurde südwestlich der Pyramide ihres Vaters Pepi I. eine Königinnenpyramide errichtet. Sie wurde auf einem natürlichen Hügel erbaut und ist heute fast völlig zerstört. Sie wurde 1995 von französischen Archäologen entdeckt.